# Moreland (Georgia)
Moreland è una città degli Stati Uniti d'America, situata in Georgia, nella Contea di Coweta.